# (36584) 2000 QE127
2000 QE127 (asteroide 36584) é um asteroide da cintura principal. Possui uma excentricidade de 0.24099440 e uma inclinação de 17.06007º.
Este asteroide foi descoberto no dia 24 de agosto de 2000 por LINEAR em Socorro.